# 우후이루
우후이루(중국어 정체자: 吳蕙如, 간체자: 吴蕙如, 병음: Wú Huìrú, 한자음: 오혜여, 1982년 11월 12일~)는 중화민국의 양궁 선수, 지도자이다. 2004년 하계 올림픽 여자 단체전에서 위안수치와 천리루와 함께 동메달을 획득했다.